# فضل‌الله همایونی
فضل‌الله همایونی (زاده ۱۲۸۲ در تهران - درگذشته ۱۳۷۲) نظامی و سیاستمدار ایرانی بود. وی نماینده تهران در دوره بیستم مجلس شورای ملی و همچنین نماینده طرحان و کوهدشت در دوره‌های بیست و یکم، بیست و دوم و بیست و سوم بود.

## خدمت در ارتش
بنا به اظهارات همایونی در مصاحبه با پروژه تاریخ شفاهی ایران در دانشگاه هاروارد نخستین ماموریت او در قامت فرماندهی اعزام وی به همراه یک گروهان برای محافظت از مهندسان سوئدی برای ساخت جاده خرم آباد به دزفول در سال ۱۳۰۵ بود. او ضمن عملیات محافظت، به نیروهای محمد شاه‌بختی که تحت محاصره عشایر متمرد لر بودند نیز یاری رساند.دومین ماموریت مهم وی رساندن امان نامه رضاشاه به دوست‌مراد بهرانه‌وند رئیس یاغی طایفه بویراحمد بود که طی نامه ای به رضاشاه خواستار تسلیم در ازای دریافت زمین زراعی در سیمره شده بود. با امان دهی رضاشاه و مذاکره حضوری و همراهی همایونی بالاخره تسلیم و راضی به خلع سلاح طایفه اش می شود. 
وی بعد از این ماموریت به فرماندهی دزفول می رسد.
با اعدام سران طوایف لر، منطقه لرستان دستخوش شورش و ناآرامی می شود و در همین زمان همایونی به فرماندهی تیپ لرستان منصوب می شود.

## نجات آذربایجان
وی از نظامیانی بود که در آزادسازی آذربایجان نقش داشتند.